# Jomsvikingensaga
De IJslandse Jomsvikingensaga vertelt over de broederschap van de Jomsvikingen, die afkomstig waren uit Jomsburg, alwaar ze een burcht hadden.

## Geschiedenis
De geschiedenis van de Jomsvikingen werd in IJsland geschreven rond het jaar 1200 en wordt vermeld in verschillende sagen; de verhalen zijn meestal erg verschillend van elkaar en onderzoekers staan hierdoor voor een raadsel. Meestal worden ze ingedeeld als vijf afzonderlijke verhalen.
Meestal wordt er teruggevallen op de oudste sage en het zogenaamde Flateyjarbók (letterlijk Handelsboek) is een nauw verwante tekst. De Latijnse vertaling is gebaseerd op een tekst die verloren is gegaan. In de Olaf Tryggvason-sage, geschreven door een onbekende monnik, worden de Jomsvikingen ook vernoemd. Al deze versies kunnen wel worden gelinkt aan het origineel.
Het verhaal over de Jomsvikingen in de Heimskringla is gebaseerd op een overlevering die sterk verschilt van de bovenstaande.

## Het verhaal
Alhoewel de geschiedenis van de Jomsvikingen niet als historisch betrouwbaar wordt beschouwd, heeft ze een historische kern. Alle versies beschrijven echter de moed en onverschrokkenheid van de Jomsvikingen en op dat gebied lijkt het op een heroïsch gedicht. Zo gaat de sage behalve over de stichting van Jomsburg ook over de veldslagen die werden gevoerd en meer bepaald over de slag van Hjörungavágr waar ze tegen het leger van de koning van Noorwegen vochten.